# Світличний Іван Олексійович
Іва́н Олексі́йович Світли́чний (20 вересня 1929, с. Половинкине, Старобільська окр., Українська СРР — 25 жовтня 1992, Київ, Україна) — український літературознавець, мовознавець, літературний критик, поет, перекладач, дисидент, діяч шістдесятництва (українського руху опору 1960–1970-х років), репресований. Лауреат Державної премії України імені Т. Г. Шевченка (1994), лауреат премії імені Василя Стуса (1989). Старший брат Надії Світличної. Член Міжнародного ПЕН-клубу (1978).

## Життєпис

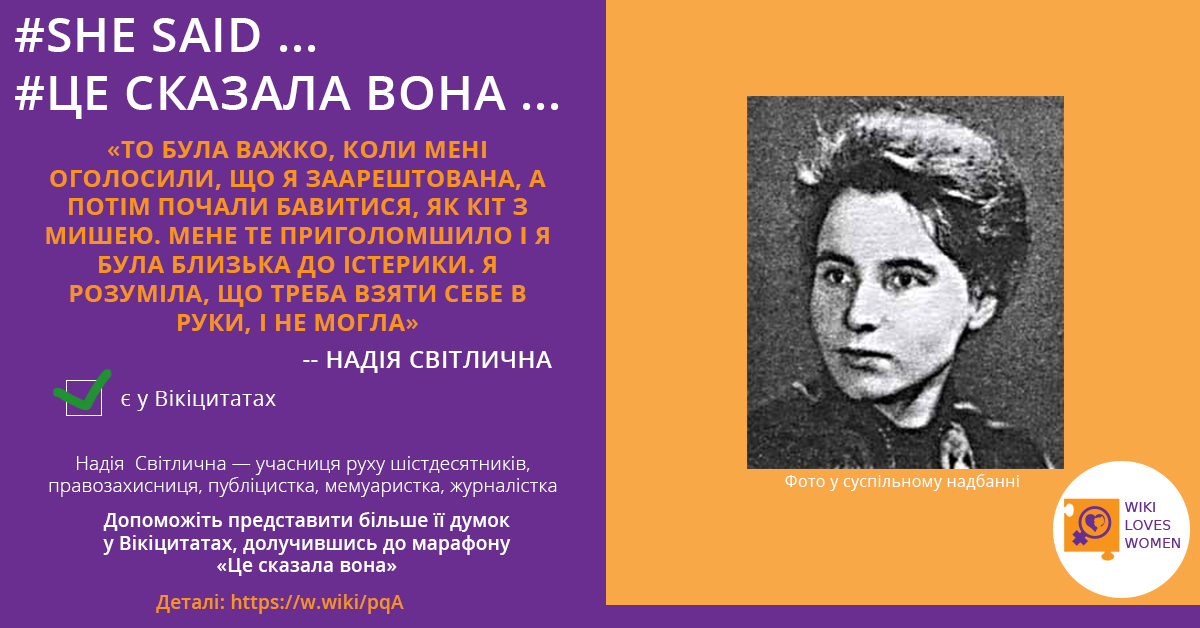
молодша сестра Надія Світлична (1936-2006) українська публіцистка, громадська діячка, дисидентка

Походить Іван із селянської родини. Батько Світличний Олексій Павлович (1910—1955), мати Меланія Іллівна, до шлюбу Твердохліб (1910—1994). Мав двох молодших сестер: Марію (1932 р.н.) і Надію (1936 р.н.).
До школи пішов у селі Половинкине (Луганська обл.) в 1937 році. В 1943 р., намагаючись разом з іншими підлітками підірвати німецьку техніку, лишився без пальців на руках. У 1947 р. закінчив із золотою медаллю Старобільську середню школу.

Студент Харківського університету Іван Світличний, 1947 рік.

З 1947 до 1952 року навчався на філологічному факультеті Харківського університету, який закінчив з відзнакою.
1952-55 р. навчався в аспірантурі при Інституті літератури ім. Т. Шевченка АН УРСР. Його науковим керівником був академік Білецький О.І. Працював відповідальним секретарем журналу «Радянське літературознавство», завідувачем відділу критики журналу «Дніпро» (1955). Тут і заявив про себе як проникливий, непоступливий і принциповий літературний критик, як людина широкої ерудиції і справжній інтелектуал.
1956 року одружився з Леонідою Терещенко.
З 1957 р. — молодший науковий працівник Інституту літератури, а з 1963 р. — науковий працівник Інституту філософії АН УРСР. Написав дисертацію з естетики, але не опублікував.
У 1960-х роках Світличний був фактичним організатором культурного та наукового життя творчої молоді. Його помешкання було своєрідним центром формування національної свідомості наукової молоді, дискусійним клубом, у якому кристалізувалися погляди і формувався особистий вибір більшості шістдесятників. Привабливими для всіх були не тільки енциклопедичні знання Івана Світличного, а й особистісні якості — інтелігентність, м'якість, товариськість, доброзичливість. Мав одну з найкращих приватних бібліотек у Києві (2005 року сестра Н. О. Світлична передала цю бібліотеку Харківському університетові імені В. Каразіна).
У 1963 р. внаслідок конфлікту з академіком Іваном Білодідом був змушений залишити посаду головного редактора журналу «Радянське літературознавство». Через свою громадянську позицію Світличний зазнав переслідувань з боку репресивних органів тоталітарної радянської влади. Під тиском КДБ втратив роботу, був примушений перебиватися випадковими заробітками, публікаціями в пресі під псевдонімом або чужим прізвищем.

### Репресії
Уперше було заарештовано 1 вересня 1965 р. На той час він уже давно був без роботи. За ним, за дружиною Леонідою і сестрою Надією постійно стежили, телефон неприкрито прослуховувався. 31 серпня 1965 р. в помешканні Світличного, якого в цей час не було в Києві, відбувся обшук. Через кілька днів обшук повторився, і лише через тиждень після звернення до КДБ дружині Світличного офіційно повідомили про арешт чоловіка. Одночасно з ним тоді було арештовано Опанаса Заливаху, Михайла Косіва, Михайла Гориня, Богдана Гориня та інших. Усіх їх звинувачено за ст. 62, ч.1, КК УРСР: антирадянська агітація і пропаганда. 30 квітня 1966 р. Івана Світличного через брак доказів було випущено.
12 січня 1972 р. Світличного заарештували вдруге й звинуватили за тією ж статтею. Того ж року було заарештовано Євгена Сверстюка, Василя Стуса, В'ячеслава Чорновола, Надію Світличну.
27–29 січня 1973 р. відбувся закритий судовий процес, де було винесено вирок: 12 років позбавлення волі (7 років концтаборів суворого режиму і 5 років заслання за антирадянську агітацію і пропаганду, виготовлення та поширення самвидаву. На суд ні дружину, ні матір Івана не допустили.
Відбував покарання у таборах Пермської області, у селищах Всесвятське й Кучино (ВС-389/35,36). Незважаючи на поганий стан здоров'я (хвороба нирок, рецидиви туберкульозу, постійний головний біль і носові кровотечі), намагався працювати разом з усіма. Майже весь останній табірний рік провів у лікарні.
Мав незаперечний моральний авторитет серед політв'язнів, став душею табірного руху Опору — його називали «табірною совістю». Виявляв моральну стійкість і силу духу, багато разів брав участь у голодовках протесту. Василь Стус писав про Світличного: «Все краще в мені — це Іван. Усе кращого у багатьох інших — від Івана». 1974 р. Світличного на 56-й день голодовки (він важив тоді 46 кг) відправили етапом на виховну «профілактику» до Києва і, не досягши бажаного результату, повернули назад до табору.
Місцем заслання для Івана Світличного було призначено селище Усть-Кан Горно-Алтайської області. Працював нічним сторожем ПМК, палітурником у бібліотеці. Від червня 1979 р. і до кінця заслання разом із Світличним була його дружина Леоніда Павлівна. 1980 р. з огляду на погіршення стану здоров'я їм дозволили перебратися в селище Майма (околиця Горно-Алтайська). 20 серпня 1981 року в Світличного стався інсульт, унаслідок чого він став інвалідом 1 групи. Пережив клінічну смерть, складну нейрохірургічну операцію в непристосованих умовах, післяопераційні ускладнення, підозру на рак хребта, гіпсове ліжко, частковий параліч. Вижив тільки завдяки самовідданому доглядові дружини. Комісувати за станом здоров'я відмовилися: досягнуту мовби домовленість Центрального секретаріату Міжнародної Амністії із Москвою про комісування було анульовано рішенням голови КДБ СРСР Федорчука В.В.. Термін відбув повністю.

### Звільнення та смерть

Надгробок Івана Світличного на Байковому кладовищі в Києві

Іван Світличний був звільнений 23 січня 1983 р. Він був тяжко хворим, продовжувати колишню творчу і громадську діяльність він уже не зміг. Помер 25 жовтня 1992 року, похований у Києві на Байковому цвинтарі неподалік від могил Василя Стуса, Олекси Тихого та Юрія Литвина (ділянка № 33, 50°25′2.28″ пн. ш. 30°30′6.30″ сх. д. / 50.4173000° пн. ш. 30.5017500° сх. д.). На могилі Івана Світличного встановлено хрест роботи художника Миколи Малишка.
Премію ім. В. Стуса Світличному було присуджено у 1989, а у 1990 році — стає членом Спілки письменників України.
Державну премію України ім. Шевченка Світличному присуджено в 1994 році (посмертно) за збірку поезій, поетичних перекладів і літературно-критичних статей «Серце для куль і для рим».

## Київські адреси
- Будучи аспірантом Інституту літератури, в 1953—1955 роках мешкав на вул. Костельній, 13-а (2-й поверх, 1-а кімната ліворуч)
- Від 1960 року до ув'язнення в 1973 році, а також після повернення з ув'язнення у 1983 році до кінця 1980-х мешкав на вулиці Уманській, 35, кв. 20. Враження від нового місця проживання Світличний виклав у листі до сестри: «Цього листа я тобі пишу з нової, СВОЄЇ квартири. Це — по дорозі з центру на аеродром. Місце хороше, старих будинків і близько немає, кругом одні новобудови, планування чудесне, до центру — 20 хвилин тролейбусом» Нове житло сприймалося Світличними дещо ідеалізовано, оскільки перед цим вони мешкали в переобладнаній на кімнату келії Флорівського монастиря, разом з сім'єю жінки, Леоніди Світличної. Микола Плахотнюк порівнював її з «рукавичкою», а Василь Стус — із «голубником» через майже постійну присутність гостей. Сюди часто навідувалися Алла Горська, Василь Симоненко, Василь Стус, Ліна Костенко, Микола Вінграновський, Іван Дзюба, який жив неподалік, та низка інших представників творчої молоді з усієї УРСР. У спогадах сучасників квартира на Уманській постає як мультифункціональний відкритий простір. Там відбувалися колективні вечері, академічні дискусії, читання поезій, «відкриття» творчості заборонених митців «розстріляного відродження», прослуховування віршів в авторському виконанні поетів на журналістському магнітофоні «Весна».
- Останньою адресою, де Іван Світличний мешкав останні декілька років життя, з кінця 1980-х й до своєї смерті в 1992 році, є будинок на вулиці Преображенській, 16, кв. 91.

## Літературознавство

Світличний Іван Олексійович

Як літературознавець і критик Іван Світличний був носієм і продовжувачем традицій «харківської філологічної школи», з її виразним теоретичним спрямуванням. Перші його статті, як і незакінчена дисертація з теорії художнього образу, були продуктом реальної літературознавчої ситуації 50-х років, проте навіть тоді він висловив низку свіжих думок.
Літературно-критичні статті Світличного присвячені головним чином творчості літературного покоління 60-х років і критиці вад офіційної соцреалістичної літератури («Боги і наволоч», у журналі «Вітчизна», ч. 12 за 1961). І. Світличний всіляко підтримує свіже талановите слово Івана Драча, Ліни Костенко, Миколи Вінграновського, захищаючи від невіглаських звинувачень критики, яка базувалася на умоглядних схемах. Рецензія на збірку І. Калинця «Відчинення вертепу» («На калині клином світ зійшовся»,1968) досі лишається одним з найглибших літературознавчих проникнень в особливості міфопоетичного світу митця.
Іван Світличний писав також полемічно-критичні статті на мовознавчі теми: «Гармонія і альґебра» (в журналі «Дніпро», ч. 3 за 1965) та інше. Остання з друкованих у журналах критичних студій Івана Світличного побачила світ (під прізвищем А. Перепаді 1970 р. в «Жовтні». Це фахово компетентна докладна рецензія на тритомний «Російсько-український словник» (у першому варіанті ремінісцентно названа «Словникові холодини»). Тут намацано больові точки панівної явно русифікаторської словникової політики. Звертався І. Світличний і до творчості Тараса Шевченка. В одній із ранніх статей "Художні скарби «Великого льоху» (1962) він досить-таки повно наводить (удаючись до спростування) версію символіки цього твору, запропоновану Смаль-Стоцьким. У «коментарі критичному до коментаря наукового» (1965) вельми прискіпливо, з цікавими й слушними зауваженнями та доповненнями прорецензовано "Коментар до «Кобзаря» Шевченка, здійснений Юрієм Івакіним. У статті «Духовна драма Шевченка», написаній у таборі (1976) і опублікованій лише незадовго до смерті у збірці «Серце для куль і для рим» (1990), він рішучо виступає проти ретушування «Кобзаря» за простолінійною схемою: «добрі люди» — «лихі пани».

## Літературна творчість
Поезія стала для Івана Світличного духовним прихистком, рятунком і самоствердженням. Своєрідним тюремним щоденником є цикл «Ґратовані сонети», що привертає увагу насамперед зіткненням двох, здавалося б, непоєднуваних стихій — елітарної поетичної форми і не вельми «естетичного» змісту. Поетичні твори Світличного перейняті шляхетністю духу, моральним максималізмом, спротивом яничарству, диктатурі страху, моральному самогубству. Низку творів поет присвячує своїм соратникам: В. Стусові, В. Симоненкові, Є. Сверстюкові, Опанасу Заливасі, Г. Севрук, Л. Семикіній, М. Коцюбинській, сестрі Надії, дружині Леоніді. Чи не найсильнішою в поетичному доробку Світличного є написана в таборі поема «Курбас».

## Перекладацтво
Досить значним і професійно найдосконалішим є перекладацький доробок Світличного, переважно зі слов'янських мов та французької (Незвал, Словацький, Д. Максимович, Норвід, Галас, Ганзлік, Маген, Барадулін, Лафонтен, Ронсар, Бодлер, Елюар, Сюперв'єль, Арагон, Шар, Мішо, Верлен, Леконт де Ліль).
Перекладати почав з 1957 р. з Беранже, більшість перекладів (54 з 81) було опубліковано 1970 року в збірці поезій у серії «Перлини світової лірики» видавництва «Дніпро». Разом із Григорієм Кочуром підготував «Антологію новітньої французької поезії», яка не побачила світу через склад перекладачів, твори яких на той час були заборонені для друкування. У засланні зробив переклад/переспів із давньоруської «Слово про Ігореву січ» з оригінальним тлумаченням «темних місць» — останнє, що встиг зробити на засланні перед тим, як його здолала невблаганна хвороба.

## Родина
Сестра — Надія Олексіївна — соратниця по дисидентському рухові.
Дружина — Леоніда Павлівна, інженерка-науковиця, пожертвувала власною кар'єрою, відмовившись полишити чоловіка на засланні. Їй Світличний присвятив вірша:
|  | Ти всім, чим лиш могла, була мені: Була Великоднем і буднем, Гарантом «будем-перебудем», Була росиною на камені І каменем — твердим корундом. Була зигзицею і Ладою, Живицею на рану і владою — Єдиною на вся і все. |

## Пам'ять

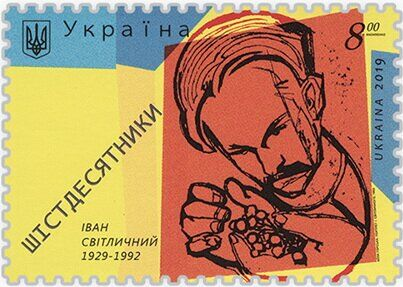
«Шістдесятники. Іван Світличний (1929—1992)», поштова марка України (2019)

Меморіальна дошка Василю Стусу та Івану Світличному на фасаді Національної академії наук України на вулиці Грушевського, 4 в Києві. Відкрита 23 грудня 2020 р.

- 22 листопада 2019 року «Укрпошта» випустила поштову марку «Шістдесятники. Іван Світличний (1929—1992)»[5].
- 23 грудня 2020 року в Києві на фасаді Національної академії наук України на вул. Грушевського, 4 відкрили меморіальну дошку Василю Стусу та Івану Світличному[6][7]. Дошка була встановлена за кошти Київської міської державної адміністрації та за підтримки Київського міського голови Віталія Кличка[6]. Участь у відкритті взяли керівництво Печерської РДА, директор Інституту літератури ім. Т. Шевченка Микола Жулинський, директор Інституту історії НАН України, академік Валерій Смолій, політв'язень, голова Київського товариства політв'язнів і репресованих Олесь Шевченко, політв'язень, який перебував в одному з Василем Стусом концтаборі, останній, хто бачив його живим, Василь Овсієнко, голова Національної спілки письменників України Михайло Сидоржевський. У відкритті також взяли участь син Василя Стуса Дмитро Стус, родина та громадськість[6].
- У травні 2022 року в місті Городок Хмельницької обл. провулок Дубініна перейменували на провулок Івана Світличного.
- Вулиця Івана Світличного існує у містах Київ, Вінниця, Кам'янка (Черкаська обл.).
- У місті Полтава перейменували провулок Чернишевського на провулок Івана Світличного.
- У місті Нікополь провулок Ленський перейменували на провулок Івана Світличного.
- У Солом'янському районі Києва існує Бібліотека імені Івана Світличного для дітей, неподалік від його місця проживання.
- 26 липня 2024 року провулок Гагаріна в Миколаєві перейменовано на провулок Івана Світличного[8].

### Образ у мистецтві
- Поет Василь Стус присвятив Івану Світличному вірш «Не можу я без посмішки Івана…»
- Композитор Володимир Губа на твори Івана Світличного написав цикл «Ґратовані сонети» для баритона або баса в супроводі фортепіано (1990).
- Портрети Івана Світличного намалювали Алла Горська (1967), Любослав Гуцалюк (1978), Опанас Заливаха (1988), Борис Плаксій (цикл «Творці незалежності»).
- Погруддя Івана Світличного створив скульптор Борис Довгань (1968).

## Твори
(за жанрами і збірками)
Поезії
КАМЕРНІ МОТИВИ
- Інтродукція
- Шмон
- Вічний шмон
- Самота
- Парнас
- Вечірня містерія
- Відбій
- Сон
- Відьомський шабаш
- Quod licet jovi, non licet bovi
- Жалісний сонет
- Відчай
- Мовчання
- Язик
- Завжди в'язень
- Тюрма
- Душевний сонет
- Сонет вдячності
- «В ситім тілі — ситий дух…»
- Провина
- «Козацька голова — на палі…»
- Заздрощі

ВІТЧИЗНА
- Ми — дерева
- Ностальгія
- Люблю Вітчизну…

ТРИ СВОБОДИ
- Моя свобода
- Свобода сну
- Свобода самокритики

ПЕРСОНАЛІЇ І ПОСВЯТИ
- Л. Світличній
- 1. «Ти всім, чим лиш могла, була мені…»
- 2. «Коли померкнуть зорі многі…»
- 3. «Тебе нема, а я живу Тобою…»
- 4. «Зигзице! Ярославно! Ладо!»
- Н. Світличній
- 1. Лебедина пісня
- 2. Надії
- В. Симоненкові
- В. Стусові
- Є. Сверстюкові
- Пам'яті С. Мамчура
- Випадковий сонет
- Моєму землякові
- Тарас Бульба
- Г. Севрук
- Ярославна
- М. Коцюбинській
- Л. Семикиній
- Моїй кумі
- Моїм любаскам
- Ю. Гагаріну
- В. Захарченкові
- Епітафія
- Тражим кажньаваньє

БЕЗБОЖНІ СОНЕТИ
- Сонет безбожності
- Чернець
- Великий піст
- Месії
- Добре!

МУЗИ І ГРАЦІЇ
- Глина
- Роль
- Статисти
- Глядачі
- А що коли б…
- Князь Ігор
- «Допоки гратися в Шекспіра?»
- Митуса
- Апасіоната

ARS POETICA
- Сонет
- Класичний вірш
- Верлібр
- «Моїй сучасниці Поезії…»
- Поезія
- «Яких іще зазнаю кар?»
- Син гармонії
- Життя коротке, а мистецтво вічне
- Тріолет

ПЛЕНЕР
- Сутінь
- Язичницька весна
- Берези
- Приморозок
- Орел
- Сосна
- Сльота
- Рондель
- Осінь у Пущі-Водиці
- Завія
- Панасові Заливасі

МЕФІСТО-ФАУСТ
- «Мені, Миколо, більш до вподоби Мефістофель…»
- Рефлексії
- Анти-Гамлет
- Сакля
- Фауст покаянний
- Аншлюс
- Посполиті
- Анти-Сковорода
- Супермен
- Фауст множинний
- Вселенська робінзонада

Я — ДИСИДЕНТ
- 1. «Я — дисидент. При всіх зрікаюсь віри…»
- 2. «Я — дисидент. А ви? Ви — правовірні?»
- 3. «Я — дисидент. Се новина для тебе?»
- 4. «Стою під громоверженням анатем…»
- 5. «Я — дисидент. І дула автоматів…»
- 6. «Я — дисидент. Та не зрікаюсь роду…»
- 7. «І буде так: неправі ваші жертви…»

ВАРІАЦІЇ НА ВИСПІВАНІ ТЕМИ
- Ars poetica
- Гімни богам із трактату Г. Г. Пліфона «Закони»
- Позаяк
- Ми — мужчини
- Поезія — передусім, понад усе
- У епоху Реставрації

ГАЛИЧЕВЕ
- Не доходять ненаписані листи
- Смертники
- Голови
- Теорія відносності
- Порціями
- Покаяння
- Супліка до пана редактора
- Супліка графомана-демократа

Поеми
- Архімед
- Рильські октави
- Курбас

Літературознавчі та публіцистичні твори
- У поетичнім космосі
- Гармонія і алгебра
- На калині клином світ зійшовся
- «Нові поезії»
- Духовна драма Шевченка
- Інтерв'ю кореспондентові газети «Уніта»
- Відкритий лист Миколі Бажану

### Книги і статті
- Коли входиш у літературу… (Роздуми над першими збірками поезій) // Вітчизна. — 1960. — № 6. — с. 183—192.
- Боги і наволоч [Рец. на кн. : М. Стельмах. Правда і кривда] // Вітчизна. — 1961. — № 12. — с. 159—161.
- У поетичнім космосі: Полем. нотатки про поезію молодих // Дніпро. — 1962. — № 4. — с. 144—152.
- Гармонія і алгебра // Дніпро. — 1965. — № 3. — с. 142—150.
- «Ми всі опришки» / Іван Сірко (псевд.) // Антонич Б.-І. Перстені молодості. — Пряшів, 1966. — с. 325—335.
- Новий словник. Який він? / Анатоль Перепадя (псевд.) // Жовтень. — 1970. — № 7. — с. 139—151.
- Беранже П.-Ж. Пісні / Пер. з фр. І. Світличний, Є. Дроб'язко, В. Самійленко та ін. — К.: Дніпро — 216 с. (Серія «Перлини світової лірики»).
- Ґратовані сонети. — Мюнхен: Сучасність, 1977.— 116 с.
- Курбас: [Поема] // Сучасність. — 1979. —Ч.11. — с. 67 — 75.
- Архімед: [Поема] // Сучасність. — 1988. —Ч.7/8. — с. 34 — 40.
- Серце для куль і для рим: Поезії. Поетичні переклади. Літературно-критичні статті. / Переднє слово І. Дзюби. — Київ: Радянський письменник, 1990. — 581 с. ISBN 5-333-00882-5
- Слово про Ігореву січ: Літ. пер. // Сузір'я: Літ-худож. зб. —К., 1990. — Вип. 29. —с.345-360.
- Як гусак говорив так-так-так: Вірші для дітей. —К. : Веселка,1992. — 18 с.
- Змій-грамотій — 1995.
- Побрехеньки для Яремка — 2000.
- У мене — тільки слово. — Харків: Фоліо, 1994  — 431 с. (Серія «Українська література XX століття»), ISBN 5-7150-0101-3
- Не доходять ненаписані листи, 2000.
- Голос доби: Кн. перша. Листи з «Парнасу» / Упоряд. Л. Світлична. — К.: Сфера 2001. — 544 с.
- Голос доби: Кн. друга. [Листи до арешту та із заслання]  — К.: Сфера 2008. — 424 с.
- Літературознавчі та публіцистичні праці. Поезії. Поеми. Поетичні переклади. Листи.// Світличний І. О. Світлична Н. О. З живучого племені Дон Кіхотів / Упоряд. Коцюбинська Н., Неживий О..- К.: Грамота, 2008,- 814 с. ISBN 978-966-349-128-8